# Analog Trip NCT 127: ESCAPE FROM MAGIC ISLAND
《Analog Trip NCT 127: ESCAPE FROM MAGIC ISLAND》는 SM C&C와 유튜브 오리지널의 협업으로 만들어진 콘텐츠로 <아날로그 트립>의 두 번째 시즌이다. NCT 127 멤버들이 소무의도 섬의 미스터리를 풀고 탈출하는 내용을 담고 있다. 2021년 8월 22일 정식 티저를 시작으로 8월 29일부터 매주 금요일 10시에 유튜브를 통해 새로운 에피소드가 올라왔다. 방송은 12월 17일을 마지막으로 끝이 났다. 2022년 1월 5일 밤 9시에는 소무의도 여행의 뒷이야기부터 팬들과의 라이브 소통까지 하는 특별한 시간을 선사했다. 스페셜 라이브에서 깜짝 미션도 등장해 재미를 더했다. 《Analog Trip NCT 127:ESCAPE FROM MAGIC ISLAND》은 총 누적 조회수 1,000만 뷰를 돌파하며 글로벌 팬들의 뜨거운 반응 속에 마무리하였다.  

## 출연진
- NCT 127
  - 태일
  - 쟈니
  - 태용
  - 유타
  - 도영
  - 재현
  - 마크
  - 해찬
- 8 정우

## 메인 에피소드

#### EP.01 모두가 사라진 섬, 그곳에 숨겨진 비밀! (2021.10.29)
MV 촬영을 위해 소무의도로 떠난 NCT 127. 즐거운 촬영부터 초호화 만찬까지 모든 것이 순조롭게 진행이 되는데 그 순간 섬에 있는 모두가 사라져버렸다. 모두가 사라진 섬 속에서 그곳에 숨겨진 비밀을 찾아나간다.

#### EP.02 산 넘어 산, 일촉즉발 위기의 연속 (2021.11.05)
날은 어두워지고 NCT 127은 숙소에 도착하였다. 멤버들은 두려움 속에 잠이 들고 둘째 날 아침, 멤버 중 누군가가 사라졌다. 사라진 멤버는 어디로 갔을까?

#### EP.03 '소무의녀'의 한을 풀어주오! (2021.11.12)
NCT 127은 드디어 첫 번째 보물과 찢어진 선장의 일기장을 획득하였다. 일기장 속 메시지를 따라 '소무의녀 재단'으로 향하게 된다. 멤버들은 돌로 굳어버린 소무의녀의 한을 풀어주기 위해 미션을 하게 된다.

#### EP.04 Lucky Seven! 7시 7분에 생긴 일... (2021.11.19)
소무의녀의 한을 풀어주자 거짓말처럼 두 번째 보물과 선장의 일기가 나타났다. '7시 7분', '7분 7초' 세상과 연결될 수 있는 시간을 통해 멤버들은 이곳에서 탈출하려는 시도를 한다.

#### EP.05 어둠이 내린 밤, 우물 앞 비석의 비밀은?! (2021.11.26)
NCT 127은 어둠 속에서 의문의 비석과 수상한 그림들을 발견하게 된다. 이들 앞에 또 하나의 미스터리한 미션이 나타난다. 그리고, 셋째 날 아침 바다 한가운데 조난당한 난파선을 발견하게 된다.

#### EP.06 뭉치면 살고, 흩어지면 죽는다! (2021.12.03)
새롭게 획득한 지도에는 NCT 127 멤버들의 이름과 9개의 장소가 표시되어 있다. 각자 자신들의 장소로 흩어지고 홀로서기에 나선 멤버들 앞에는 다양한 일촉즉발의 위기 상황들이 발생하게 된다.

#### EP.07 ESCAPE FROM MAGIC ISLAND (2021.12.10)
4일간의 대장정 끝에 NCT 127에게 마지막 미션이 주어진다. NCT 127은 다양한 방법들을 통해 이 섬을 탈출하려고 노력한다.

#### EP.08 소무의도의 추억 (2021.12.17)
NCT 127은 섬에서의 추억을 노래에 담기로 하였다. 멤버 태용이 곡 작업부터 디렉까지 맡게 되고 멤버들은 각자의 개성으로 추억을 담아 노래를 녹음한다.

## 보너스 영상

#### 보너스 영상 #1 (2021.11.13)
EP.01에서 나온 NCT 127 멤버들의 뮤직비디오 촬영 현장 비하인드를 볼 수 있다.

#### 보너스 영상 #2 (2021.11.13)
EP.02 03에서 나온 NCT 127 멤버들이 소무의도에 갇힌 후 어떻게 생존하는지를 담고 있다.

#### 보너스 영상 #3 (2021.12.04)
소무의도 생존 3일차 되는 날 NCT 127의 멤버인 정우와 해찬이 물에 빠진 사연에 대해 알 수 있다.

#### 보너스 영상 #4 (2021.12.11)
소무의도에서의 NCT 127 멤버들의 먹방 및 비밀(meal) 토크를 볼 수 있다.

## 이 외의 영상

#### 공식 예고편 (2021.10.22)
신비하고 아름다운 섬, 소무의도로 떠난 NCT 127! 그림 같은 풍경에 들뜬 것도 잠시 이 섬에 거대한 비밀이 숨겨져 있는 것을 알게 된다. 주어진 시간은 단 72시간! 주어진 시간 동안 5개의 보물을 찾아 섬을 탈출해야 한다. 과연 NCT 127은 이곳을 무사히 탈출할 수 있을지...

#### NCT 127 & 제작진 인터뷰 (2021.10.22)
아날로그 트립 NCT 127 멤버들과 제작진의 인터뷰를 만나볼 수 있다.

#### 릴레이 인터뷰 #1 (2021.11.03)
NCT 127 멤버들이 무인도에 가져가고 싶은 3가지는 무엇인지 알아볼 수 있는 인터뷰 영상이다.

#### 릴레이 인터뷰 #2 (2021.11.04)
아날로그 트립 NCT 127을 한 마디로 표현하는 NCT 127 멤버들의 인터뷰를 볼 수 있다.

## OST

### Amino Acid
마침 난 떠나보려 해
어디든 멀리 가려 해
마침 난 떠나보려 해
아무도 찾지 않는 곳
I'm gonna do what I do
Amino Acid We need vitality
활력 만들러 가보자 어서
Amino acid This is natural detox
낮에 별 보러 가자고 어서
You know
Everyday will be a surprise yeah
새로운 걸 시작하고 서툴러 해
뭐 어때 우린 젊고 시간은 많기에
아미노산처럼 하루가 풍부해
에오 에오 에오
온몸은 건강하지
에오 에오 에오
정신도 멀쩡해
에오 에오 에오
가끔 회까닥하긴
에오 에오 에오
내가 바라는 대로 살지
People think I'm living wrong
그래도 해보자 맘을 먹었음
찍어볼래 마침표를 쿡
알아가보자고 삶이란 것을
나는 경험을 원하니 더
너도 원한다면
나와 다이브 다이브 하자
마침 빈 여긴 너의 자리
Let 부릉부릉 I get to love you
Yeah best thing that I'll ever do
Let's go go play with my crew
Don't worry 'bout food I'll cook
그냥 칠해 Let's put on colors
어떠한 색 다 버무려도 어울리지
cause we young
마침 난 떠나보려 해
어디든 멀리 가려 해
마침 난 떠나보려 해
아무도 찾지 않는 곳
I'm gonna do what I do
Amino Acid We need vitality
활력 만들러 가보자 어서
Amino acid This is natural detox
낮에 별 보러 가자고 어서
펄럭이는 flag 보물들로 우린 flex
I'll go from the surface
to the end of the horizon
언제든 할 말 있음 해도 돼
급할 필요도 또 탐을 낼 필요도 없지
Cause we don't chase fame
Keep rolling go rolling
We've been keeping busy
So electronics turn off
Stop looking look at your gram
대신 놀자고 나랑
분명 재밌을 테니
we lightly fly in the sky
마침 난 떠나보려 해
어디든 멀리 가려 해
마침 난 떠나보려 해
아무도 찾지 않는 곳
I'm gonna do what I do
활력 만들러 가보자 어서
Amino acid This is natural detox
낮에 별 보러 가자고 어서
두 눈을 감고 우리 맞닿아 안으면
이 밤이 언제 꺼질지 몰라
두 눈을 감고 우리 맞닿아 안으면
대기권 밖을 날아가
내게 내려와준 그대여
그댈 따라 춤을 추는 밤 oh yeah
집에 가는 길에
(We are ok)
우리의 모습은 비슷해
(All problems are ok)
But all the problems ok
Cause 우린 아직 젊기에
Eh oh eh oh eh oh eh oh
eh oh eh oh eh oh
Eh oh eh oh eh oh eh oh
eh oh eh oh eh oh

## 관련 링크
- "NCT 127" 유튜브 링크
- "SMTOWN" 유튜브 링크